# Viridichira
Viridichira este un gen de molii din familia Lymantriinae.

## Specii
- Viridichira brevistriata Dall'Asta 1981
- Viridichira longistriata (Hering 1926)
- Viridichira ochrorhabda (Collenette, 1937) specie-tip